# Kraksa (opowiadanie)
Kraksa (niem. Die Panne) – opowiadanie szwajcarskiego pisarza Friedricha Dürrenmatta, napisane w latach 1955–1956.

## Fabuła
Punktem wyjściowym jest usterka samochodowa przedstawiciela tekstylnego Alfreda Trapsa. Na miejscu zdarzenia, nieopodal wioski, nie ma żadnego wolnego pokoju, więc spędza on noc w domu emerytowanego sędziego, Wuchta. Zaproszenie na obiad, w którym uczestniczą także prokurator w stanie spoczynku Zorn, obrońca Kummer i kat Pilet, wiąże się z pewną wyrafinowaną grą. Starcy odgrywają każdego wieczora ich własne zawody, a Traps zgadzając się na uczestnictwo, musi objąć rolę oskarżonego. Rozmowa przy stole ukazuje typową karierę biznesmena, który potrafi sięgnąć po odpowiednie środki, potrzebne do odniesienia sukcesu. Początkowo jeszcze dumny ze swojego życia, protagonista stopniowo uświadamia sobie, że jego zachowanie wykracza poza etyczne normy społeczne.
Wiedząc o romansie Trapsa z żoną szefa – Gygaxa, oraz o śmierci jego przełożonego, prokurator Zorn oskarża biznesmena o morderstwo. W stanie upojenia Traps nie widzi już siebie jako osoby wykorzystującej sprzyjające okoliczności, ale jako aktywnego sprawcę. Odrzuca on nawet argumentacje obrońcy, przyznaje się do winy i prosi sędziego Wuchta o wyrok. Gdy wieczór dobiega końca, Traps zostaje skazany na karę śmierci i odprowadzony przez kata Pileta do swojego pokoju na spoczynek. Trapiony wyrzutami sumienia, popełnia samobójstwo, wieszając się z samego rana.

## Znaczenie
Utwór został odznaczony nagrodą za słuchowisko (Hörspielpreis der Kriegsblinden) w 1956 roku i nagrodą literacką Tribune de Lausanne w roku 1958.
Kraksa jest w dalszym ciągu popularnym opowiadaniem. W szczególności aspekty winy i kary, jak i różne ich oceny i zestawienia, tworzą z książki wciąż aktualne dzieło literatury światowej.

## Adaptacje
- 1965: Przygoda pana Trapsa, spektakl telewizyjny (Teatr Telewizji) – Polska, reż. Konrad Swinarski[2]
- 1972: Kraksa (La più bella serata della mia vita) – Włochy/Francja, reż Ettore Scola
- 1974: Kraksa (Авария), film TV – ZSRR, reż. Vytautas Žalakevičius